# Oasis (film, 2002)
Pour les articles homonymes, voir Oasis (homonymie).
Pour plus de détails, voir Fiche technique et Distribution.
Oasis (hangeul : 오아시스 ; RR : Oasis) est un film dramatique sud-coréen écrit et réalisé par Lee Chang-dong, sorti en 2002.

## Synopsis
Jong-du, délinquant atteint de retards mentaux, sort de prison après avoir purgé une peine à la place de son frère qui avait, en état d'ébriété, renversé un homme et pris la fuite. Souhaitant rendre visite à la famille de la victime défunte, il en aperçoit la fille. Bien que handicapée moteur et cérébrale, elle est abandonnée par son frère dans un vétuste appartement. Jong-du, fasciné par elle, en tombe amoureux…

## Fiche technique
- Titre original : 오아시스
- Titre international : Oasis
- Réalisation : Lee Chang-dong
- Scénario : Lee Chang-dong
- Décors : Shin Jum-hee
- Costumes : Cha Sun-yeong
- Photographie : Choi Yeong-taek
- Montage : Kim Hyeon
- Musique : Lee Jae-jin
- Production : Myeong Gye-nam
- Société de production : East Film
- Société de distribution : CJ Entertainment
- Pays d'origine :  Corée du Sud
- Langue originale : coréen
- Format : couleur - 1.85 : 1 - Dolby Digital - 35 mm
- Genre : drame
- Durée : 132 minutes
- Dates de sortie :
  -  Corée du Sud : 15 août 2002
  -  France : 12 novembre 2003

## Distribution
- Seol Kyeong-gu : Hong Jong-du
- Moon So-ri : Han Gong-ju
- Ahn Nae-sang : Hong Jong-il
- Ryoo Seung-wan : Hong Jong-sae
- Son Byeong-ho : Han Sang-shik
- Kim Jin-goo : M. Hong
- Choo Kwi-jeong : la femme de Jong-sae
- Park Myeong-sin : la voisine

## Autour du film
- Les deux comédiens principaux Seol Kyeong-gu et Moon So-ri sont également les héros du précédent film Peppermint Candy de Lee Chang-dong, sorti en 2000.
- « Gong-ju », le nom du personnage principal féminin dans le film, signifie « Princesse » en coréen.
- Le décor de la chambre du héros a dû être transporté par bateau jusqu'en Thaïlande pour tourner une scène avec un éléphant, puisqu'il est interdit de faire venir cet animal en Corée du Sud…
- En février 2003, le réalisateur Lee Chang-dong a été nommé Ministre de la Culture de Corée du Sud.

## Distinctions

### Récompenses
- Blue Dragon Film Awards 2002 : Meilleur espoir féminin pour Moon So-ri
- Festival international du film de Bergen 2002 : Prix du jury
- MBC Film Awards 2002 :
  - Meilleur film pour Lee Chang-dong
  - Meilleur acteur pour Seol Kyeong-gu
  - Meilleure actrice pour Moon So-ri
  - Meilleure réalisation pour Lee Chang-dong
  - Meilleur scénario pour Lee Chang-dong
  - Meilleur espoir féminin pour Moon So-ri
- Mostra de Venise 2002 :
  - Prix de la meilleure actrice pour Moon So-ri
  - Meilleure réalisation pour Lee Chang-dong
  - Prix de la critique internationale
- Pusan Film Critics Awards 2002 : Meilleur acteur pour Seol Kyeong-gu
- Baek Sang Art Awards 2003 :
  - Meilleur film pour Lee Chang-dong
  - Meilleure réalisation pour Lee Chang-dong
- Festival international du film de Seattle 2003
  - Meilleur acteur pour Seol Kyeong-gu
  - Meilleure actrice pour Moon So-ri